# Tabanus erythraeus
Tabanus erythraeus är en tvåvingeart som först beskrevs av Jacques-Marie-Frangile Bigot 1892.  Tabanus erythraeus ingår i släktet Tabanus och familjen bromsar. Inga underarter finns listade i Catalogue of Life.